# Ceremony of Ascension
Ceremony of Ascension je druhé studiové album norské sympho-blackmetalové kapely Wallachia. Vydáno bylo v roce 2009 hudebním vydavatelstvím Twilight Vertrieb deset let po debutním From Behind the Light, s produkcí frontmanovi Larsovi Stavdalovi pomáhal Stefan Traunmüller z Rakouska.
Materiál z vznikal v letech 1999–2004 a hudební dílo bylo dokončeno v roce 2006, tři roky před vydáním. Album má nový grafický design a také logo, autorkou obalu je rumunská umělkyně Laura Sava. Lars Stavdal uvádí, že je spokojen s tím, jak abstraktní a otevřený různým výkladům obal je.
Ukrajinská společnost Night Birds Records vlastněná Romanem Saenkem z kapely Drudkh vydala album v licenci na audiokazetách.

## Seznam skladeb
1. Self-inflicted Stigmata – 3:07
2. Refusalvation – 4:34
3. Kamikaze Christians – 3:59
4. Rival of a Cursed Destiny – 2:41
5. Sanctimonia XXIII – 6:24
6. Genesis Enigma – 5:11
7. Void Expansion – 8:08
8. The Wreckage of Innocence – 1:49

## Sestava
- Lars Stavdal – vokály, kytara, baskytara
- Thomas Kocher – bicí, perkuse
- Stefan Traunmüller – doprovodné vokály